# Henry H. Blood
Henry Hooper Blood, född 1 oktober 1872 i Kaysville, Utah, död 19 juni 1942 i Salt Lake City, Utah, var en amerikansk demokratisk politiker. Han var Utahs guvernör 1933–1941.
Blood studerade vid Brigham Young College och var mormonmissionär i England 1901–1904. Senare tjänstgjorde han som verkställande direktör för Layton Milling and Elevator Company.
Blood efterträdde 1933 George Dern som Utahs guvernör och efterträddes 1941 av Herbert B. Maw.
Ett år efter att ha lämnat guvernörsämbetet avled Blood i Salt Lake City och gravsattes i Kaysville.